# Manichéisme en Chine
Pour les articles homonymes, voir Manichéisme.

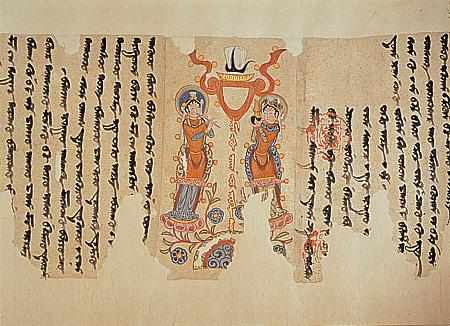
Texte en sogdien d'une lettre d'un croyant du manichéisme datant du au XIIe siècle. Déterré en 1981 dans les Grottes de Bezeklik, dans la région de Tourpan, au Xinjiang.

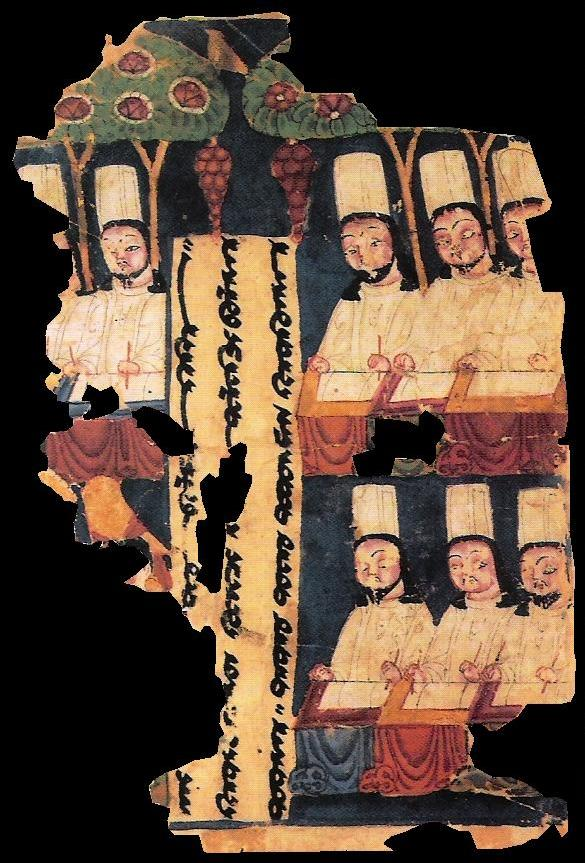
Prêtres manichéens, IXe siècle, Qočo.

Le manichéisme en Chine, (en chinois : 摩尼教 ; pinyin : móníjiào ou 明教, míngjiào), pénètre en Chine à partir du VIe siècle en suivant les mêmes voies que l’islam, le nestorianisme ou le zoroastrisme : terrestre, route de la soie (régions nord-ouest) et maritime (ports du sud-est). Il prend de l’importance au VIIIe siècle où sa pratique est officiellement autorisée, mais seulement pour les « étrangers », en majorité des marchands sogdiens. Soutenu à partir du milieu du VIIIe siècle essentiellement par le patronage du Khaganat ouïgour (744 – 848), toléré par les empereurs pour des raisons militaires et diplomatiques, il est banni pendant environ 1 an à la fin du règne de Tang Wuzong, avant sa réhabilitation par son successeur, non sans avoir fait des émules parmi les Chinois malgré l’interdiction du prosélytisme. Il devient alors, sous le nom de mingjiao, l’un de ces courants populaires réprouvés qui remplissent le paysage religieux chinois. Il est particulièrement bien implanté dans les zones côtières du Fujian, surtout au voisinage du port de Quanzhou, aboutissement de la « route maritime de la soie », où ses traces étaient encore visibles au XXe siècle. 
Sous la dynastie Yuan l’interdit est levé ; c'est pourtant une révolte menée par Han Shantong (韓山童) et son fils, inspirés partiellement par le manichéisme, qui amène la fin de la domination mongole et l’avènement de la dynastie Ming (lumière). 
Une croyance populaire prétend que Zhu Yuanzhang, son fondateur, arrivé au pouvoir en s'appuyant sur la secte de Han Shantong, a choisi le nom de sa dynastie en référence au mingjiao. Empereur, il s'empresse néanmoins de remettre le manichéisme hors-la-loi, ayant pu apprécier de l’intérieur le danger des sectes pour le pouvoir. En effet, les courants mingjiao se sont fondus avec d’autres courants taoïsto-bouddhistes qui conditionnent le salut de l’humanité à la disparition du monde présent corrompu : secte du Lotus blanc, culte de Maitreya, mouvement Xiantiandao (en) (先天道, xiāntiān dào). Certaines de ces écoles, arborant le pavillon du Lotus blanc, seront à l’origine de révoltes. Avant celle de la fin des Yuan, la rébellion de Fangxi (zh) (方腊起义) en 1120 s’appuyait déjà en partie sur le manichéisme.
Longtemps négligé par l’histoire officielle chinoise, le manichéisme fait l’objet d’un regain d’intérêt depuis le XXe siècle, lié à la redécouverte de documents et, depuis la fin des années 1970, à l’attention accrue portée aux formes populaires de la religion. C’est ainsi que des ethnologues de l’Académie chinoise des sciences sociales ont pu mettre en évidence la survivance de son influence dans le taoïsme du Fujian. Le temple bouddhiste Cao'an (草庵), situé au sud-ouest de Quanzhou au pied du mont Wanshi (萬石山) / Huabiao (華表), dans lequel se trouve l'effigie d’une divinité manichéenne honorée comme un bouddha, est le dernier vestige confirmé de cette religion dans le domaine Han. Le siècle de patronage ouïghour a laissé de très belles enluminures retrouvées à Qočo (Gaochang) près de Tourfan.

## Histoire

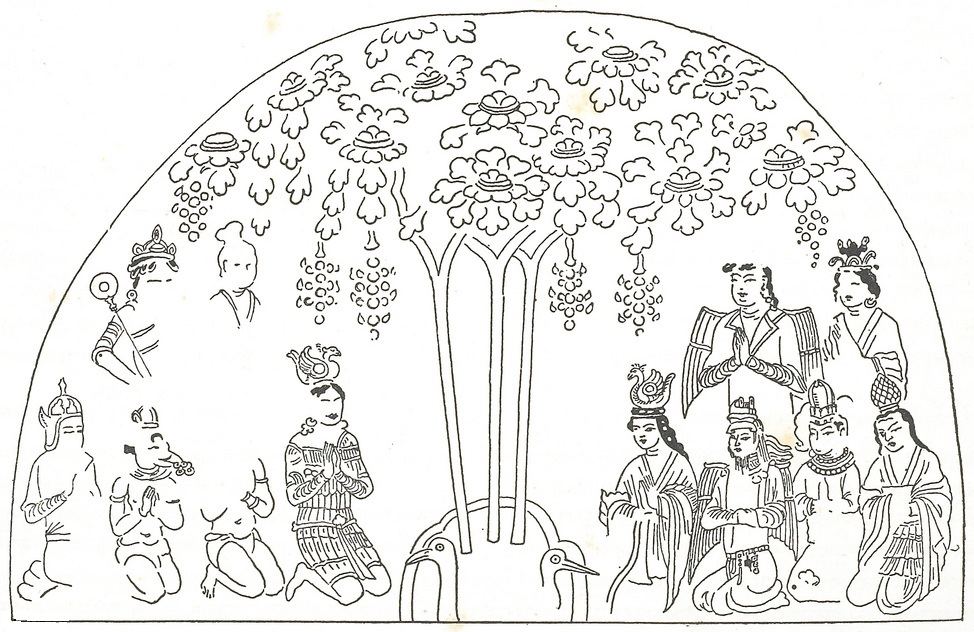
Manichéens adorant l'Arbre de Vie dans le Royaume de Lumière, grottes de Bezeklik.

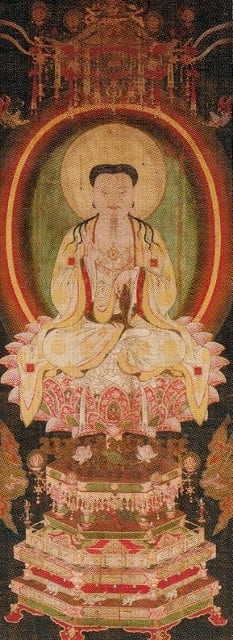
Icône chinoise de Mani représentée sur un rouleau suspendu,.

On fait généralement remonter la présence de cette religion en Chine au mozak (prêtre) envoyé à la cour de l’empereur Gaozong des Tang (r. 650-683). Mais en fait, la découverte archéologique récente (2003), faite dans les faubourgs nord de Xi'an (l'ancienne capitale chinoise Chang'an), d'une tombe sogdienne du VIe siècle montre que le manichéisme était déjà connu parmi ces communautés de marchands iranophones établis en Chine. 
Sous le règne de Wu Zetian (684-704), Mihr-Ohrmazd, qualifié en moyen-perse de aspasag ou aftadan (traduit en chinois par 拂多诞 / 拂多誕, fúduōdàn, évêque ?) présente en 694 à l’impératrice le Sutra des deux principes (二宗经 / 二宗經, èrzōngjīng), sans doute la traduction du Shabuhragan, qui deviendra le plus important texte manichéen en chinois. Un autre mozak est envoyé à la cour en 719 ; ses talents d’astrologue y auraient été très appréciés. En 731, l’empereur demande à un prêtre de fournir une présentation générale du dogme. Celle-ci, Somme des enseignements du Bouddha de lumière, est au nombre des manuscrits rapportés de Dunhuang par Aurel Stein. Le manichéisme y est présenté avec le vocabulaire du bouddhisme et du taoïsme. Mani y est, tout comme le Bouddha dans les ouvrages taoïstes, un avatar de Laozi. L’empereur autorise la pratique de la religion, mais uniquement pour ses fidèles étrangers, et en interdit le prosélytisme. Il semble néanmoins que de nombreux textes aient déjà été traduits, ou soient en cours de traduction depuis le parthe ou le sogdien ; un exemple en est le traité découvert par Paul Pelliot (voir bibliographie).
Le développement du manichéisme s’accélère à partir de 762 avec la conversion du khan ouïghour Bögü qui, allié de l’empereur de Chine, a repris cette même année en son nom Luoyang aux rebelles d’An Lushan. Des autorisations de construction de temples dans les villes principales sont accordées en 768 : Chang'an (temple Dayun guangming si 大雲光明寺), Luoyang (洛阳, Henan), Jingzhou (荊州, Hubei), Yangzhou, Yuezhou (zh) (越州, Shaoxing, Zhejiang). En 808, deux autres temples voient le jour à Taiyuan et au Henan, administrés par des fonctionnaires. Mais cet essor prometteur est interrompu brutalement par la défaite des Ouïghours contre les Kirghizes en 840. L’attitude de l’administration chinoise change du jour au lendemain : des attaques contre les manichéens se produisent à Luoyang en 841, causant près de 70 morts. Incapables de continuer à jouer leur rôle de gardiens des frontières nord-ouest de la Chine, les Ouïghours se replient en 843, non sans prier auparavant l’empereur de bien vouloir préserver leur religion, mais leur départ est suivi immédiatement d'un ordre d’interdiction par l'Empereur Tang Wuzong défavorable aux religions d'origines étrangères en 845. Il se fait cependant assassiner par un moine taoïste en 846 et son successeur Tang Xuanzong déclare l'amnistie générale pour toutes les religions.
La religion de Mani ne disparaît donc pas et continue de se transmettre sous le nom de mingjiao, particulièrement dans le sud-est, à proximité du port de Quanzhou (泉州, Fujian). Elle tente alors de se fondre avec le bouddhisme et le taoïsme ; des échanges mutuels d’influence ont d'ailleurs lieu entre ces trois courants. De fait, certains textes manichéens sont intégrés dans le canon taoïste rédigé en 1019. De 1280 à 1368, sous les Yuan, le manichéisme retrouve une existence légale. Une inscription bilingue en syro-turc et en chinois découverte entre 1937 et 1945 à Quanzhou mentionne Mar Solomon (d. 1313), « hiérarque des manichéens et des nestoriens pour le Jiangnan (Sud de la Chine) ». C’est à cette époque que le temple bouddhiste Cao'an du mont Huabiao est attribué aux manichéens, qui y placent une statue provenant d’un de leurs anciens temples du nord de la Chine.
Le début de la dynastie Ming voit la mise hors la loi des religions impliquées dans la révolte des Turbans rouges. Le manichéisme s'efface apparemment mais ne disparaît pas totalement, certaines de ses croyances et pratiques se maintenant dans des écoles syncrétiques, nombreuses sous les Qing et au début de la République de Chine.

## Quelques aspects du courant sous les Song
Sous les Song, des textes de loi et des rapports de mandarins offrent une description succincte des pratiques et croyances des manichéens du sud-est. Elles sont néanmoins à aborder avec précaution, car les sectes ont pu être diverses et leurs croyances et pratiques étaient certainement d'origine composite.
Les pratiquants du mingjiao étaient appelés par leurs détracteurs « végétariens adorateurs du démon » (事魔吃菜 / 事魔喫菜, shì mó chī cài), peut-être en raison de la ressemblance phonétique entre mo, « démon », et la première syllabe de Mani. Ils fréquentaient surtout les leurs, n’aimant pas recevoir chez eux des personnes qui n’étaient pas de la secte. Ils étaient néanmoins prosélytes et vantaient la solidarité qui existait entre coreligionnaires. En contradiction avec l'idéal ascétique de Mani, certains auraient été attirés par la rumeur de familles s'étant enrichies après leur entrée dans le groupe. Dans son rapport, un mandarin fait remarquer ironiquement que les restrictions alimentaires (pas de viande ni d’alcool, jeûnes réguliers) et l’interdiction de nombreuses festivités devaient effectivement permettre aux adeptes de faire des économies. Leur chef se nommait « roi-démon » mówáng (魔王, mówáng) ; il était assisté par des « seigneurs-démons » moweng (chinois : 魔翁 ; pinyin : mówēng) et des « mères-démons » momu (魔母, mómǔ). Ces dernières étaient chargées de recueillir les quinze de chaque mois une sorte de dîme qu’elles remettaient à intervalles réguliers au « roi ».
Il existait quatre catégories de fidèles particuliers : les servants shifazhe (侍法者), les auditeurs tingzhe (聽者), les grand-tantes gupo (姑婆) et les sœurs végétariennes zhaijie (齋姐), qui se réunissaient durant le premier mois lunaire et le jour de mi (myhr, ancêtre du dimanche) pendant la nuit dans des « temples végétariens » zhaitang (齋堂). Il en aurait existé une quarantaine, présentés comme des temples bouddhistes, dans le district de Wenzhou. Les divinités principales avaient pour nom Vénérable lumineux Mingzun (明尊), Roi céleste Tianwang (天王) ou Prince héritier Taizi 太子 ; le soleil et la lune étaient aussi honorés, mais pas les bouddhas ni les ancêtres. 
Ils considéraient Zhang Jiao (IIe siècle), fondateur de la secte taoïste Taiping dao et meneur d’une révolte contre les Han orientaux, comme leur patriarche fondateur à l’égard de Mani. Le mot « corne », homonyme de son prénom, était pour eux tabou et il préféraient mourir plutôt que de le prononcer. On prétend même que cette méthode aurait été utilisée pour les identifier.
Les opposants au mouvement s’appliquent à insister sur l’aspect « étranger » et l’éloignement, contrairement à certaines apparences, de leur pratique avec l’orthodoxie taoïste ou bouddhiste. Ainsi, s’ils récitaient le Sutra du Diamant, ils en auraient eu leur propre interprétation. La phrase « Le dharma (enseignement) ne connaît pas de différence de niveau » aurait été interprétée par eux dans le sens opposé grâce à une astuce grammaticale. Leurs coutumes funéraires semblaient particulièrement choquantes aux fonctionnaires de l’époque. Le mort était enterré nu dans un linceul, après avoir été dépouillé rituellement de ses vêtements et de sa coiffe par deux fidèles qui dialoguaient avec les autres personnes présentes : - « Cette personne est-elle née coiffée ? » demandaient les officiants. - « Non. » répondait l’assistance  - « Est-elle née vêtue ? » -« Non. » -« Quel vêtement portait-elle à son arrivée? » -« Le vêtement de la matrice. ». Le corps était alors enveloppé dans le linceul. Un autre aspect très critiqué – il s’agit surtout de sectes soupçonnées de velléités de rébellion – était qu'on leur prêtait, en comparaison des taoïstes ou des bouddhistes, moins de scrupules à ôter la vie, car ils considéraient l’existence terrestre comme une malédiction.

## Textes manichéens en chinois

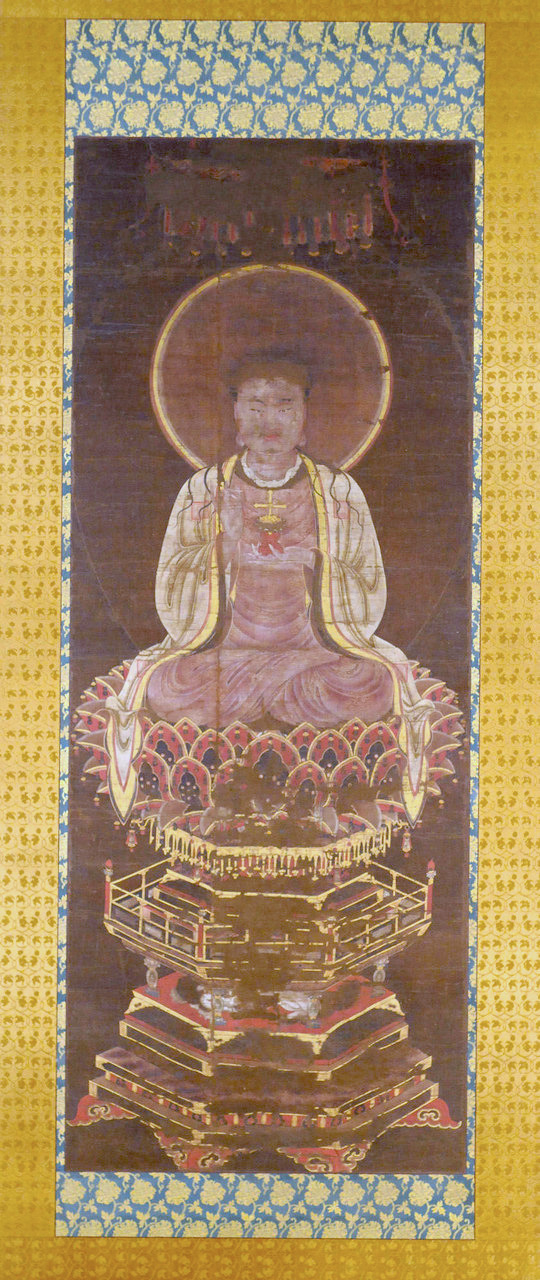
Portrait du Bouddha Jésus, XIIIe siècle.

Le « song huiyao jigao » (宋會要輯稿 / 宋会要辑稿, sòng huìyāo jígǎo) donne une liste de textes manichéens traduits en chinois en usage sous les Song :
- « Livre d’exhortation et de méditation » (訖恩經, Qìzhèng jīng)
- « Livre de vérification » (證明經, Zhèngmíng jīng)
- « Livre de la descente et de la naissance du Prince héritier » (太子下生經, tàizi xìashēng jīng)
- « Livre du père et de la mère » (父母經, fùmǔ jīng)
- « Livre des illustrations » (圖經, tú jīng  Ardhang)
- « Livre de l’essai sur les causes » (問原經, wènyúan jīng)
- « Versets des sept moments » (七時偈, qīshí jíe)
- « Versets du Soleil » (日光偈, rìgūang jíe)
- « Hymne à la Lune » (月光偈, yùegūang jíe)
- « Essai sur la justice » (ou sur le roi de justice) (平文策, píngwén cè)
- « Hymne d’exhortation à la vérification » (證明讚, zhèngmíng zàn)
- « La grande confession » (廣大懺, gǔangdà cǎn)
- « Portrait du Bouddha de l’eau merveilleuse » (妙水佛幀, mìaoshǔi fózhèng)
- « Portrait du Bouddha de la première pensée » (先意佛幀, xīanyì fózhèng)
- « Portrait du Bouddha Jésus » (夷數佛幀, yíshù fózhèng)
- « Portrait du bien et du mal  » (善惡幀, shànè zhèng)
- « Portrait du Prince héritier » (太子幀, tàizi zhèng)
- « Portrait des quatre Rois célestes » (四天王幀, sì tīanwáng zhèng).